# Liste der Biografien/De B
Liste der Biografien |
Portal Biografien |
B Personensuche
# |
A |
B |
C |
D |
E |
F |
G |
H |
I |
J |
K |
L |
M |
N |
O |
P |
Q |
R |
S |
T |
U |
V |
W |
X |
Y |
Z |
?
 
Da |
Db |
Dc |
Dd |
De |
Dg |
Dh |
Di |
Dj |
Dk |
Dl |
Dm |
Dn |
Do |
Dq |
Dr |
Ds |
Du |
Dv |
Dw |
Dy |
Dz
 
De A |
De B |
De C |
De D |
De E |
De F |
De G |
De H |
De J |
De K |
De L |
De M |
De N |
De P |
De Q |
De R |
De S |
De T |
De V |
De W |
De Y |
De Z 

Dea |
Deb |
Dec |
Ded |
Dee |
Def |
Deg |
Deh |
Dei |
Dej |
Dek |
Del |
Dem |
Den |
Deo |
Dep |
Deq |
Der |
Des |
Det |
Deu |
Dev |
Dew |
Dex |
Dey |
Dez
Die Liste der Biografien führt alle Personen auf, die in der deutschsprachigen Wikipedia einen Artikel haben. Dieses ist eine Teilliste mit 161 Einträgen von Personen, deren Namen mit den Buchstaben „De B“ beginnt.

## De B

### De Ba
- De Baca, Ezequiel Cabeza (1864–1917), US-amerikanischer Politiker
- De Baca, Louis C. (1894–1969), US-amerikanischer Politiker
- De Backer, Achiel (1918–1995), belgischer Radrennfahrer
- De Backer, Bert (* 1984), belgischer Radrennfahrer
- De Backer, Hanne (* 1986), belgische Jazz- und Improvisationsmusikerin (Saxophon)
- de Backer, Jean, belgischer Wasserballer
- De Backer, Maurice (1895–1942), belgischer römisch-katholischer Geistlicher und Märtyrer
- De Backer, Paul (1894–1963), belgischer Schwimmer
- De Backer, Peter (* 1967), belgischer Karambolagespieler und Unternehmer
- De Backer, Philippe (* 1978), belgischer Politiker (Open VLD), MdEP
- De Badrihaye, Albert (1880–1976), flämischer Maler und Heraldiker
- De Baere, Geert (* 1979), belgischer Jurist
- De Baere, Karel (1925–1985), belgischer Radrennfahrer
- De Baillet-Latour, Henri (1876–1942), 3. Präsident des Internationalen Olympischen KomiteesHenri de Baillet-Latour (1876–1942)

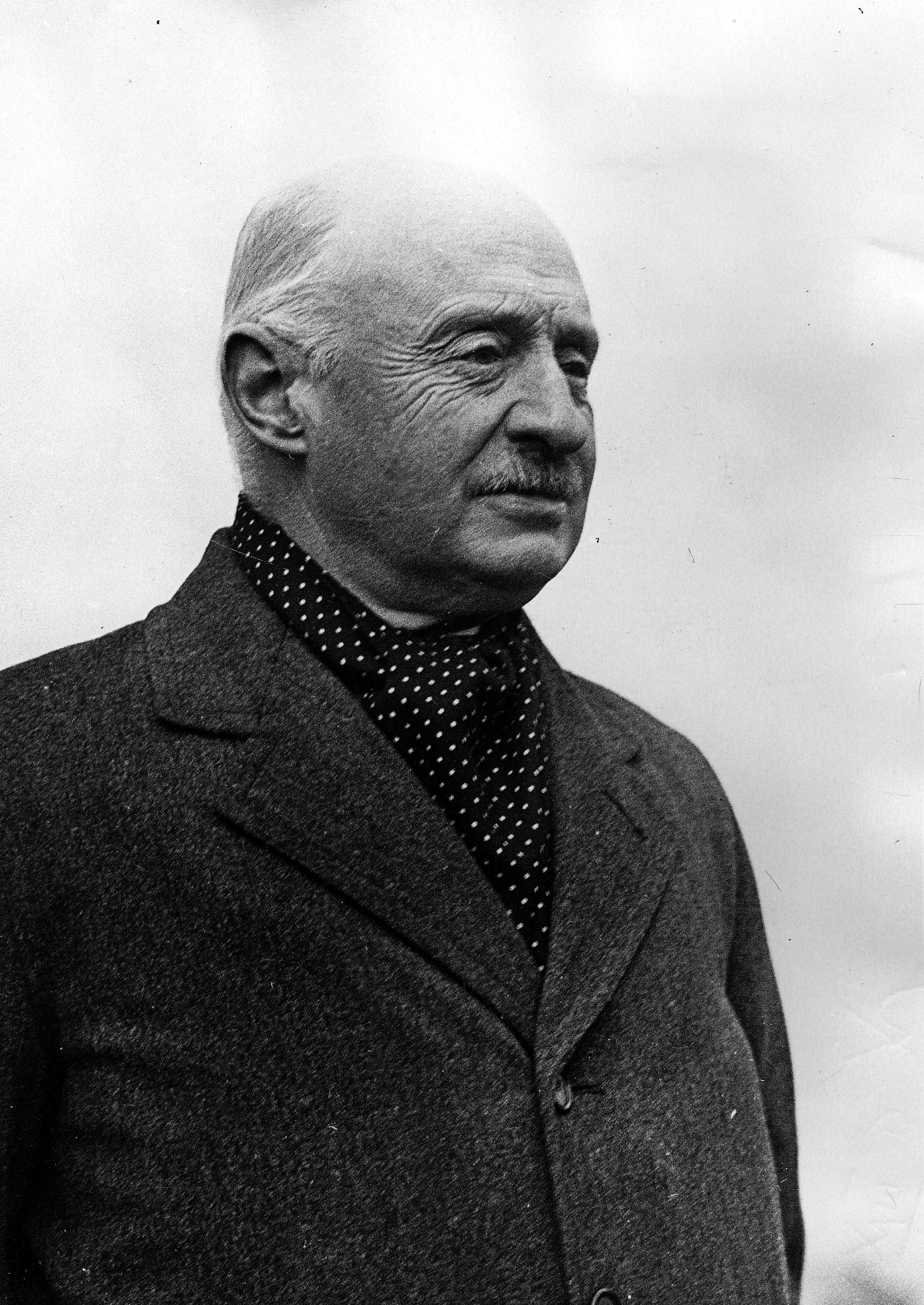
Henri de Baillet-Latour (1876–1942)

- De Bakker, Jos (* 1934), belgischer Bahnradsportler
- De Bal, Alfons (* 1943), belgischer Radrennfahrer
- de Balliol, Alexander, englisch-schottischer Adliger, Militär und Politiker
- De Balliol, Bernard (Adliger, † vor 1162), anglonormannischer Adliger
- De Balliol, Bernard (Adliger, † um 1190), anglonormannischer Adliger
- De Balliol, Eustace, anglonormannischer Adliger
- De Balliol, Guy, anglonormannischer Adliger
- de Balliol, Henry, schottischer Adliger und Höfling
- De Balliol, Hugh, anglonormannischer Adliger
- De Balliol, John, englischer Magnat
- de’ Bardi, Giovanni (1534–1612), italienischer Soldat, Komponist und Dichter
- De Bartholomaeis, Vincenzo (1867–1953), italienischer Romanist und Mediävist
- De Bary, Wm. Theodore (1919–2017), amerikanischer Philosoph und Sinologe
- De Bassini, Achille (1819–1881), italienischer Opernsänger (Bariton)
- De Basso, Ilan (* 1969), schwedischer Politiker (Sveriges socialdemokratiska arbetareparti), Mitglied des Europäischen Parlaments
- De Baz, Mar Narsai (1940–2010), syrischer Geistlicher, Metropolit der Assyrischen Kirche des Ostens

### De Be
- De Beatis, Antonio, italienischer Kanoniker
- De Beaufort, India (* 1987), britische SchauspielerinIndia de Beaufort (* 1987)

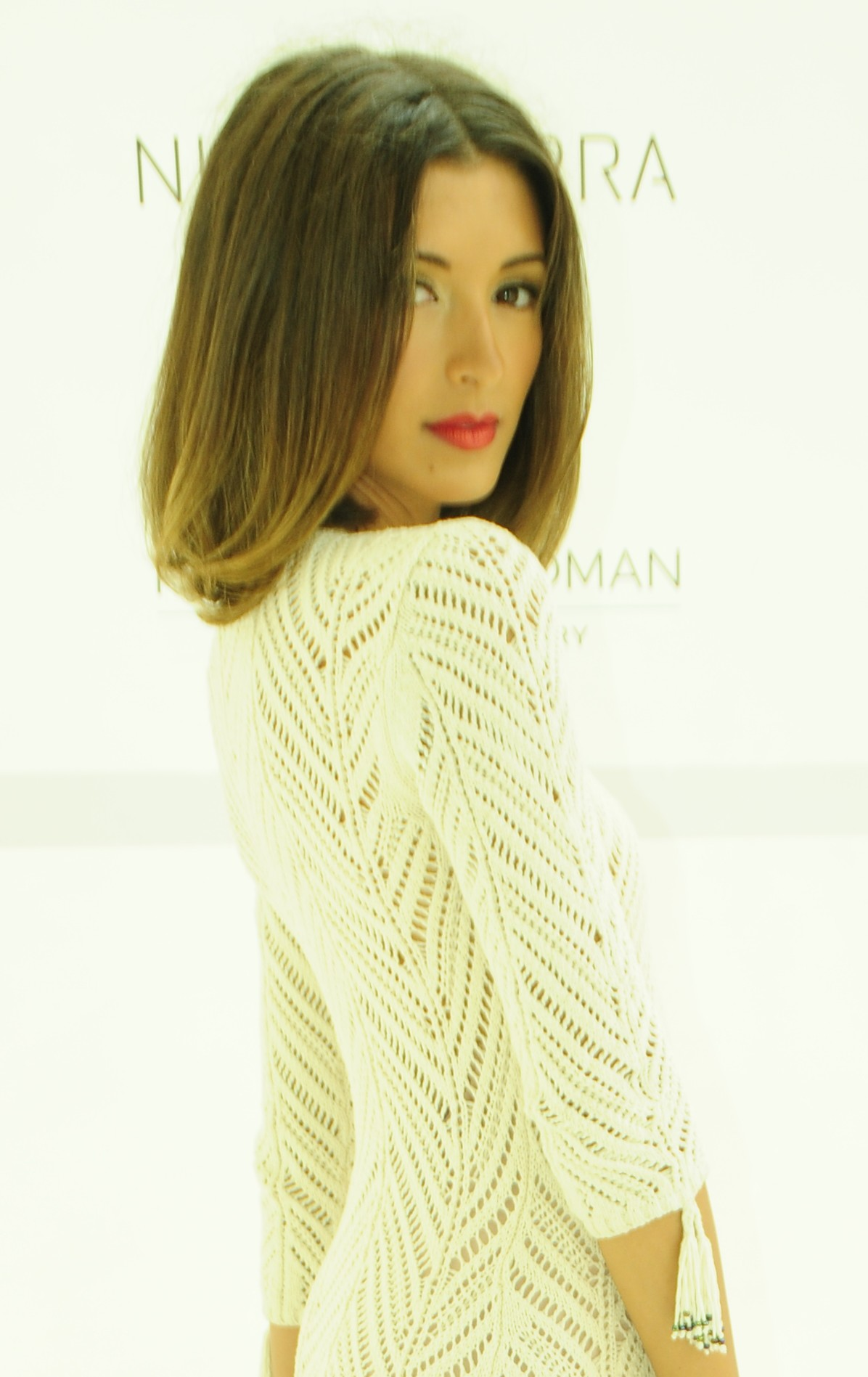
India de Beaufort (* 1987)

- de Beaufort, Jan (1880–1946), niederländischer Fechter
- De Beck, Erik (* 1951), belgischer Leichtathlet
- de Becker, Gavin (* 1954), US-amerikanischer Autor und Sicherheitsspezialist
- De Beenhouwer, Jozef (* 1948), belgischer Pianist, Musikpädagoge und Musikwissenschaftler
- De Beer, Edward E. (1911–1994), belgischer Bauingenieur für Geotechnik
- de Behr, Victor (* 1865), belgischer Wasserballer
- De Benedetti, Carlo (* 1934), italienischer Unternehmer
- De Benedetti, Leonardo (1898–1983), italienischer Arzt und Auschwitzüberlebender
- De Benedetti, Mario (1915–1977), italienischer Radrennfahrer
- De Benedictis, Giovanni (* 1968), italienischer Geher
- De Berchem, Jacquet, franko-flämischer Komponist und Kapellmeister der Renaissance
- De Bériot, Charles-Auguste (1802–1870), belgischer Violinist und Komponist
- De Bernardi, Isabella (1963–2021), italienische Schauspielerin
- De Bernardi, Jörg (* 1973), Schweizer Staatsangestellter, Vizekanzler
- De Bernardi, Mario (1893–1959), italienischer Jagdflieger im Ersten Weltkrieg, Testpilot
- De Bernardi, Piero (1926–2010), italienischer Drehbuchautor
- De Bernardis, Paolo (* 1959), italienischer Astrophysiker und Kosmologe
- De Bernardo Stempel, Patrizia (* 1953), italienische Keltologin und Indogermanistin
- De Bethune, Sabine (* 1958), belgische Juristin und Politikerin der Christen Democratisch en Vlaams (CD&V)
- De Bette, Juan Francisco (1667–1725), Adeliger in spanischen Diensten
- De Bettin, Giorgio (* 1972), italienischer Eishockeyspieler, -trainer und -funktionär
- De Beuckelaere, Jos (1925–1969), belgischer Radrennfahrer
- De Beukelaer, Emile (1867–1922), belgischer Radrennfahrer
- De Beukelaer, Roger (* 1951), belgischer Radrennfahrer
- De Beul, Frans (1849–1919), belgischer Tier- und Genremaler
- De Beul, Storm († 2024), belgischer Survival-Influencer
- De Beule, Davy (* 1981), belgischer Fußballspieler

### De Bh
- De Bhrún, Amy (* 1984), irische Schauspielerin, Drehbuchautorin und Synchronsprecher

### De Bi
- De Biasi, Gianni (* 1956), italienischer Fußballspieler und -trainer
- De Biasio, Melanie (* 1978), belgische Jazz- und Soul-Sängerin und QuerflötistinMelanie De Biasio (* 1978)

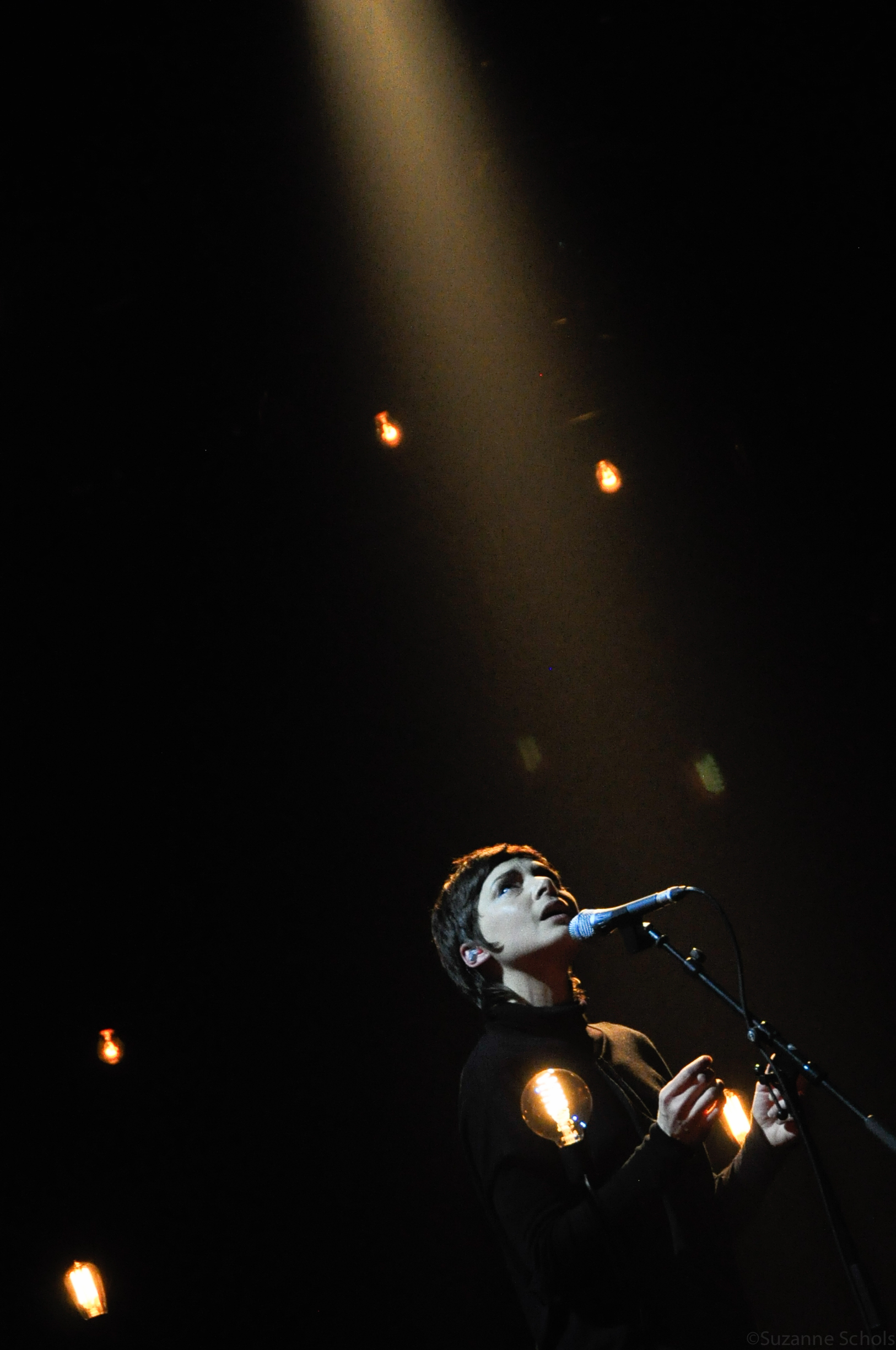
Melanie De Biasio (* 1978)

- De Bie, Danny (* 1960), belgischer Cyclocrossfahrer
- De Bie, Hélène (1896–1983), belgische Judenretterin und Gerechte unter den Völkern
- De Bie, Ivon (1914–1989), belgischer Jazzpianist und Bandleader
- De Bie, Jan (1892–1961), belgischer Fußballtorhüter
- De Bie, Jan (* 1937), belgischer Geistlicher, römisch-katholischer Bischof
- De Bie, Sean (* 1991), belgischer Radsportler
- De Bie, Silvy (* 1981), belgische SängerinSilvy de Bie (* 1981)

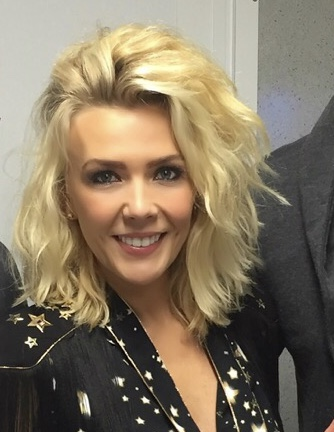
Silvy de Bie (* 1981)

- De Bièfve, Edouard (1808–1882), belgischer Historien- und Porträtmaler
- De Bilde, Gilles (* 1971), belgischer Fußballspieler
- De Bique, Jeanine (* 1981), Sopranistin aus Trinidad und Tobago
- De Bisschop, Jules (1873–1954), belgischer Ruderer

### De Bl
- De Blasi, Dante (1873–1956), italienischer Hygieniker
- De Blasio, Bill (* 1961), US-amerikanischer Politiker und Bürgermeister von New York City
- De Blasis, Elisabetta (* 1974), italienische Politikerin, Mitglied des Europäischen Parlaments
- De Bleeckere, Frank (* 1966), belgischer Fußballschiedsrichter
- De Bleeker, Eva (* 1974), belgische Politikerin
- De Blochausen, Félix (1834–1915), luxemburgischer Politiker
- De Block, Eugène-François (1812–1893), belgischer Genremaler, Radierer und Zeichner
- De Block, Maggie (* 1962), belgische Politikerin und Ministerin
- De Block, Marc (* 1945), belgischer Radrennfahrer
- De Blois, George Des Brisay (1887–1964), kanadischer Politiker, Vizegouverneur von Prince Edward Island
- De Blois, Natalie (1921–2013), US-amerikanische Architektin
- De Blois, William († 1236), englischer Geistlicher, Bischof von Worcester

### De Bo
- De Bock, Jelle (* 1988), belgischer Fußballspieler
- De Bock, Thomas (* 1991), belgischer Leichtathlet
- De Boeck, August (1865–1937), belgischer Komponist und Organist
- de Bœck, Égide (1875–1944), belgischer Priester und Herausgeber des ersten Grammatik- und Wörterbuchs auf Lingala
- De Boeck, Glen (* 1971), belgischer Fußballspieler und -trainer
- De Boeck, Jeff (1918–1998), belgischer Jazzmusiker
- De Boel, Gunnar (* 1955), belgischer Neugräzist
- De Boer, Nicole (* 1970), kanadische SchauspielerinNicole de Boer (* 1970)

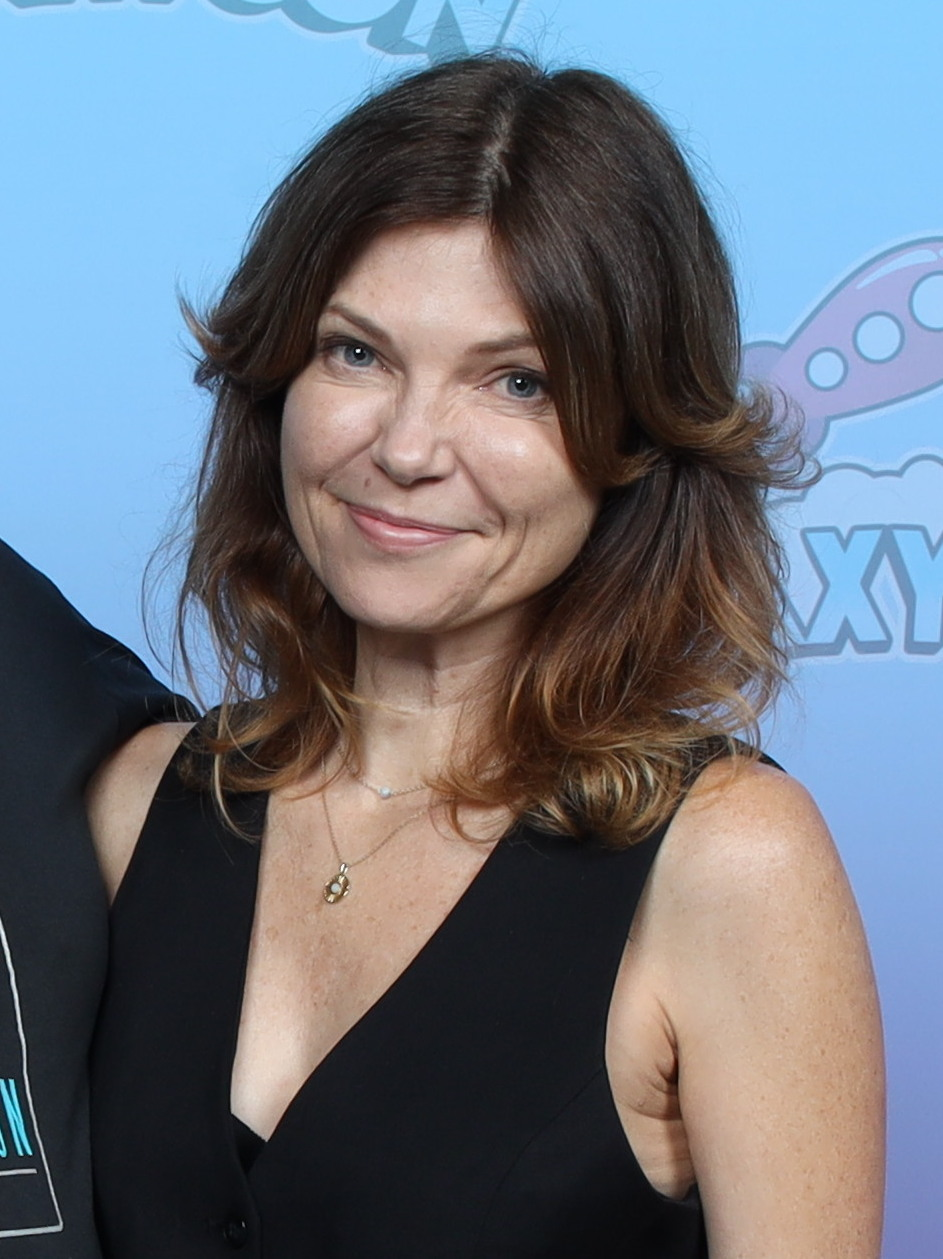
Nicole de Boer (* 1970)

- De Boever, Jaak (* 1937), belgischer Radrennfahrer
- De Boever, Jean François (1872–1949), belgischer Maler des Symbolismus, Illustrator und Kunstpädagoge
- De Bold, Adolfo J. (1942–2021), argentinisch-kanadischer Physiologe und Pathologe
- De Bolle, Catherine (* 1970), belgische Juristin, Direktorin von Europol
- De Bolle, Christoff (* 1976), belgischer Schlagersänger
- De Bolt, Rezin A. (1828–1891), US-amerikanischer Politiker
- De Bondt, Dries (* 1991), belgischer Radrennfahrer
- De Bonis, Donato (1930–2001), italienischer katholischer Bischof
- De Bonis, Francesco (* 1982), italienischer Radrennfahrer
- De Bono, Emilio (1866–1944), italienischer Politiker und MarschallEmilio De Bono (1866–1944)

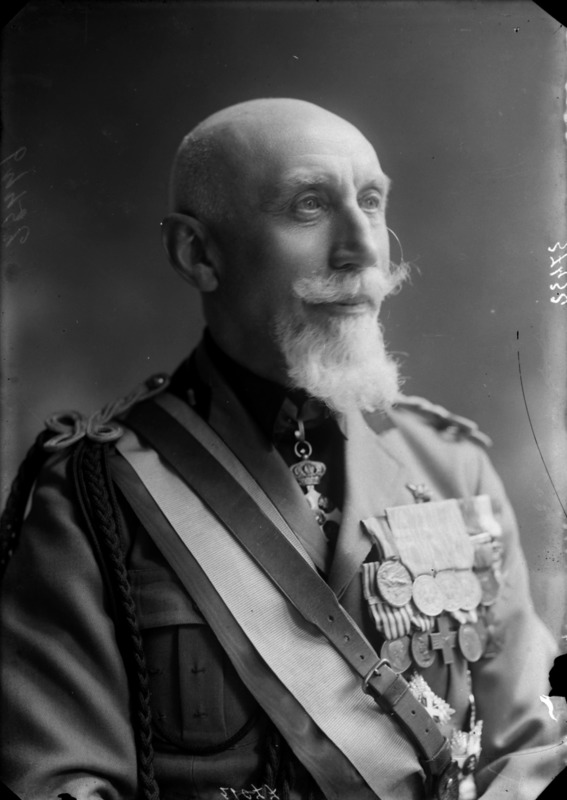
Emilio De Bono (1866–1944)

- De Bonvoisin, Benoît (* 1939), belgischer Geschäftsmann
- De Boodt, Anselmus (1550–1632), flämischer Gelehrter, Arzt, Chemiker und Mineraloge
- De Boor, Carl (* 1937), deutsch-amerikanischer Mathematiker
- De Booy, Theodoor (1882–1919), US-amerikanischer Altamerikanist und Archäologe niederländischer Herkunft
- De Borchgrave, Roger (1871–1946), belgischer Diplomat
- De Borman, Anne (1881–1962), belgische Tennisspielerin
- De Borman, Paul (1879–1948), belgischer Tennisspieler
- De Boschère, Jean (1878–1953), belgischer Schriftsteller französischer Sprache
- De Bosdari, Alessandro (1867–1929), italienischer Diplomat, Botschafter in Deutschland (1922–1926)
- De Bosio, Gianfranco (1924–2022), italienischer Film- und Theaterregisseur sowie Drehbuchautor
- De Bosscher, Willy (* 1943), belgischer Radrennfahrer
- De Botton, Alain (* 1969), britisch-schweizerischer Schriftsteller und FernsehproduzentAlain de Botton (* 1969)

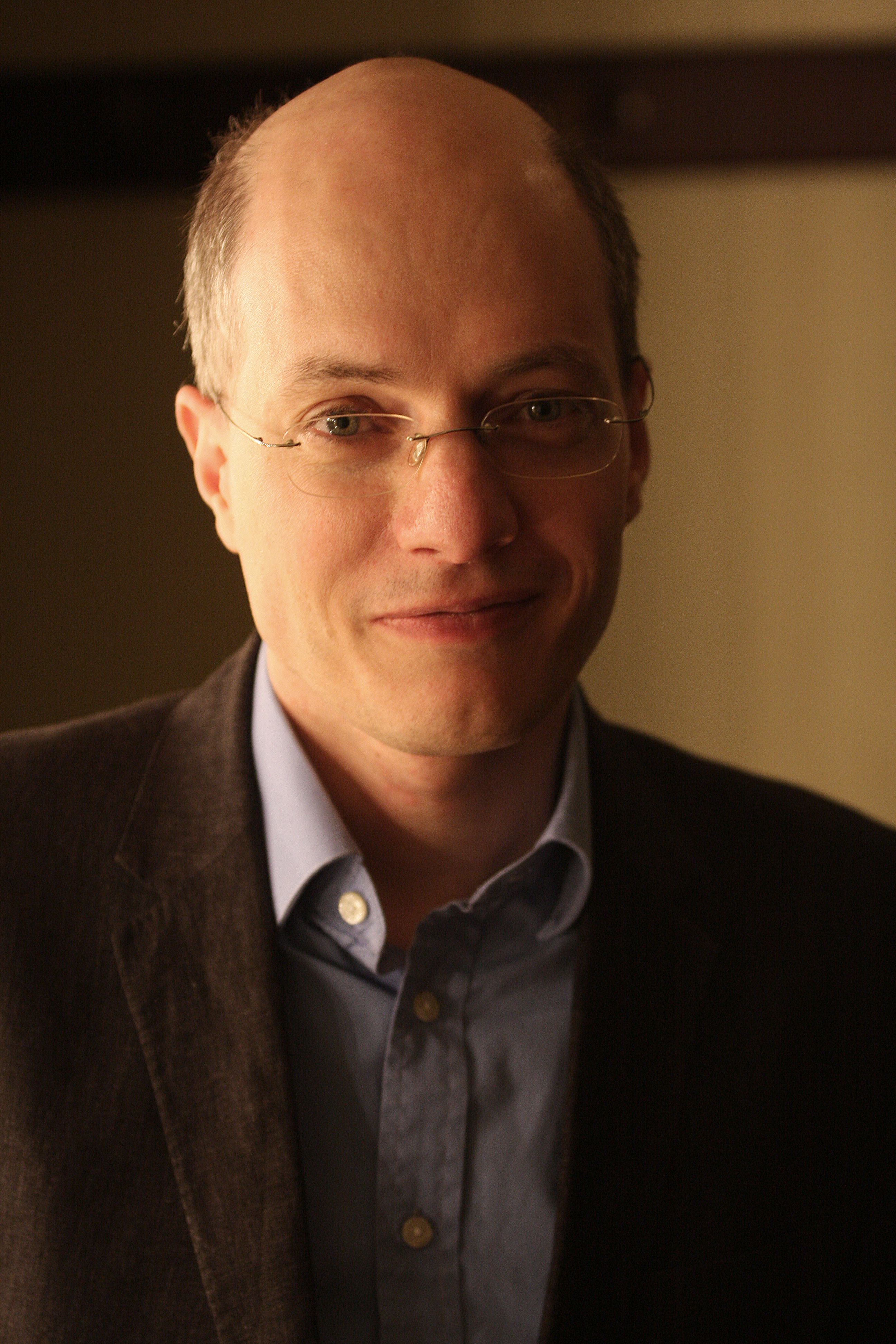
Alain de Botton (* 1969)

- De Bounder de Melsbrœck, Théodore (1832–1909), belgischer Diplomat
- de Bourguignon, Georges (1910–1989), belgischer Fechter
- De Bousies, Maxime (1865–1942), belgischer Politiker, Anwalt und Mitglied des Internationalen Olympischen Komitees

### De Br
- De Braekeleer, Adrien (1818–1904), belgischer Maler
- De Braekeleer, Ferdinand (1792–1883), belgischer Maler
- de Braekeleer, Henri (1840–1888), belgischer Maler
- De Brandt, Jan (* 1959), belgischer Volleyball-Trainer
- De Branges de Bourcia, Louis (* 1932), französischer Mathematiker
- De Brauwer, Paul (* 1956), belgischer Radrennfahrer
- De Brauwere, Lucien (1951–2020), belgischer Radrennfahrer
- De Bretteville, Sheila Levrant (* 1940), amerikanische Grafikdesignerin, Feministin und Pädagogin
- De Breuker, Roger (1940–2018), belgischer Radrennfahrer
- de Briey, Thierry (1895–1945), belgischer Adliger und Springreiter
- de Broqueville, Charles (1860–1940), belgischer Politiker, Premierminister Belgiens (1911–1918, 1932–1934)
- de Brouckère, Charles (1796–1860), südniederländischer, später belgischer Staatsmann
- de Brouckère, Henri (1801–1891), belgischer Staatsmann
- de Brouckère, Louis (1870–1951), belgischer Politiker
- De Brouckere, Lucia (1904–1982), belgische Chemikerin und Hochschullehrerin
- De Broux, Lee (* 1941), US-amerikanischer Schauspieler
- De Brul, Tjörven (* 1973), belgischer Fußballspieler und -trainer
- De Brulier, Nigel (1877–1948), britischer Schauspieler
- De Brum, Tony (1945–2017), marshallischer Politiker
- de Bruycker, Dylan (* 1997), belgisch-philippinischer Fußballspieler
- de Bruycker, François Antoine (1816–1882), belgischer Genre- und Stilllebenmaler
- De Bruycker, Omer (1906–1989), belgischer Radrennfahrer
- De Bruyckere, Berlinde (* 1964), belgische Künstlerin
- De Bruyn, Willy (1914–1989), belgische Radrennfahrerin
- De Bruyne, Fred (1930–1994), belgischer Radrennfahrer und Sportjournalist
- De Bruyne, Henri (1868–1892), belgischer Soldat und Kolonialbeamter
- De Bruyne, Kevin (* 1991), belgischer Fußballspieler
- De Bruyne, Kris (1950–2021), belgischer Sänger
- De Bruyne, Prudent (* 1905), belgischer Radrennfahrer

### De Bu
- De Buck, Sebbe (* 1995), belgischer Snowboarder
- De Bue, Valérie (* 1966), belgische Politikerin, Senatspräsidentin
- De Bunne, Albert (* 1896), belgischer Radrennfahrer
- De Búrca, Déirdre (* 1963), irische Politikerin
- De Búrca, Méabh (* 1988), irische Fußballspielerin
- De Burgh, Chris (* 1948), irischer SängerChris de Burgh (* 1948)

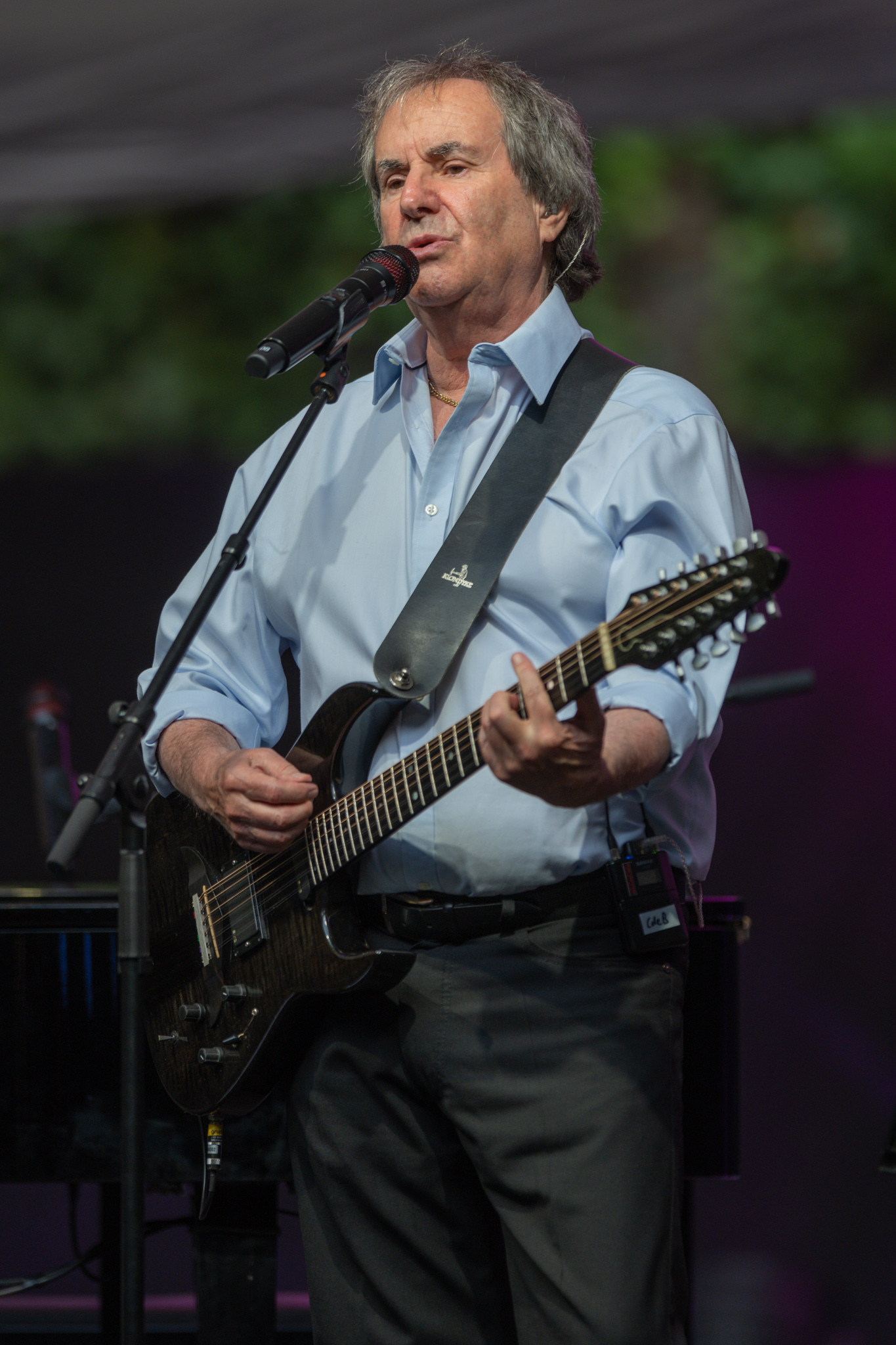
Chris de Burgh (* 1948)

- De Burgh, Elizabeth, 4. Countess of Ulster (1332–1363), anglo-irische Adlige
- De Burgh, Richard, 2. Earl of Ulster († 1326), hiberno-normannischer Adliger, Schwiegervater des schottischen Königs Richard I.
- de Burlet, Jules (1844–1897), belgischer Politiker und Premierminister
- De Busschere, Jean (1900–1987), belgischer Radrennfahrer
- De Butts, Lucy (* 1983), englische Sängerin (lyrischer Koloratursopran)
- De Buyser, Wout (* 2001), belgischer Fußballspieler
- De Buyst, Jasper (* 1993), belgischer Radrennfahrer

### De By
- de By, Herman (1873–1961), niederländischer Schwimmer, Boxer und Ruderer